# August Horch
August Horch, född 12 oktober 1868 i Winningen i Rheinland-Pfalz, död 3 februari 1951 i Münchberg i Bayern, var en tysk ingenjör, konstruktör och industriman. August Horch grundade bilmärkena Horch och Audi.

## Biografi

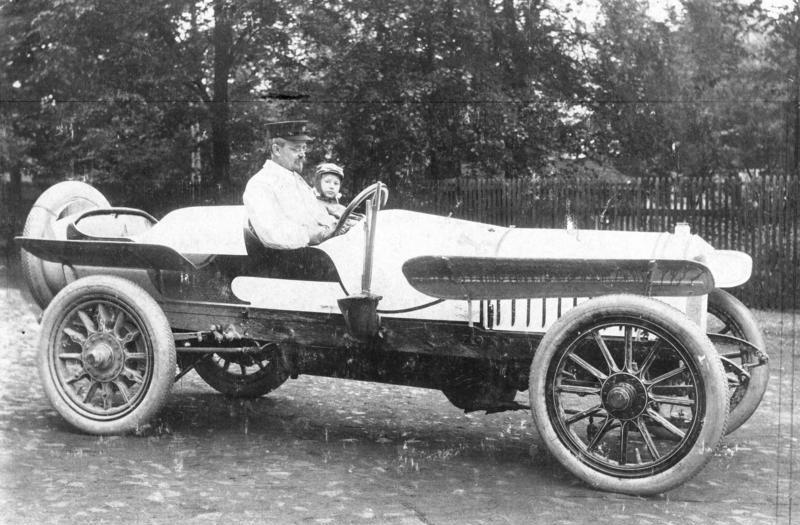
August Horch i en av sina bilar (1908)

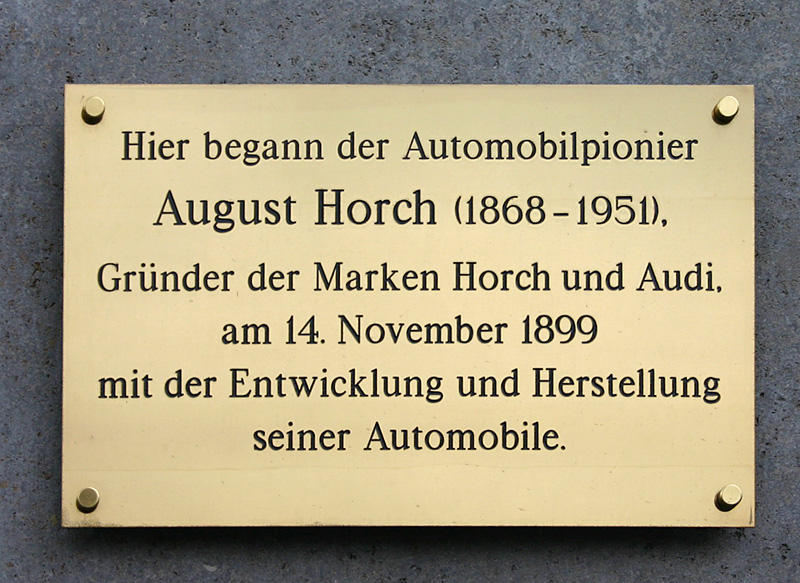
En minnesplatta i Köln, Tyskland

August Horch kom från en vinodlar- och smedfamilj. Han gick i smedlära hos fadern och byggde bland annat en trehjulig cykel. 1884-1887 gick han på wanderschaft och arbetade i Tyskland, Österrike-Ungern, Serbien och Bulgarien. Han studerade 1888–1891 på Technikum Mittweida och arbetade sedan som maskiningenjör i Rostock, Leipzig och hos Carl Benz i Mannheim. 1899 grundade han Horch & Cie och 1900 byggde han den första egna bilen med en motor som han utvecklat. 1903 följde den första tyska bilen med en fyrcylindermotor. 1904 flyttade han sin verksamhet till Zwickau där han grundade A. Horch & Cie. Motorwagenwerke Actiengesellschaft. Meningsskiljaktigheter med övriga ägare gjorde att Horch lämnade bolaget 1909.
Audi grundades 1909 av August Horch sedan han tvingats lämna Horch efter meningsskiljaktigheter med övriga ledningen. August Horch hade nu inte längre rättigheterna till varumärket Horch när han ville starta ny biltillverkning. Investeraren Franz Fikentscher gick in i bolaget och Fikentschers 10-åriga son Heinrich föreslog det latinska formen "Audi" (imperativform av verbet "höra", på tyska horch), vilket August Horch anammade och grundade Audi Automobilwerke GmbH i Zwickau. 1910 följde den första Audi-bilen. Horch kom efterhand att lämna det aktiva arbetet i bolaget och arbetade sedan som självständiga expert och hade flera hedersuppdrag, bland annat som medlem i ledningen för det första Avus-loppet i Berlin 1921 och från 1924 ledare för den tyska industrins normutskott. 1922 blev han hedersdoktor på TU Braunschweig. Horch hamnades på 1920-talet i ekonomiska svårigheter, bland annat genom en misslyckad satsning på en kycklingfarm i Mosel och 1931 tvingades han sälja sitt hus i Berlin. 1932 utsågs han till styrelsemedlem i Auto Union med säte i Zschopau som bildats genom sammanslagningen av DKW, Horch, Audi och Wanderer. När Auto Union GmbH återbildades efter kriget i Ingolstadt 1949 – det som kom att utvecklas till dagens Audi AG – blev Horch invald i styrelsen.
Horch lämnade Berlin 1941 för att undkomma bombanfall och bosatte sig ute på landet i Sachsen. När krigsslutet närmade sig 1945 flyttade han till Münchberg där han bodde med sin fosterdotter och hushållerska Else Kolmar. Hans fru avled 1946 i Berlin och några dagar senare även sonen Eberhard. Han gifte sig 1948 med Else Kolmar.